# A Son of His Father (film 1913)
A Son of His Father è un cortometraggio muto del 1913 diretto da Joseph W. Smiley.

## Produzione
Il film fu prodotto dalla Lubin Manufacturing Company.

## Distribuzione
Distribuito dalla General Film Company, il film - un cortometraggio in due bobine - uscì nelle sale USA il 18 dicembre 1913.